# Арнольд, Том
То́мас Дуэ́йн «Том» А́рнольд (англ. Thomas Duane “Tom” Arnold; род. 6 марта 1959, Оттамуа, Айова, США) — американский киноактёр, комик, сценарист и продюсер.

## Биография
Родился в многодетной семье. Учился в школе Ottumwa High School. В 1994 году сыграл в известном кинофильме «Правдивая ложь» вместе с Арнольдом Шварценеггером. С 2004 года стал ведущим шоу.
Со стороны дедушки по матери у Арнольда были еврейские предки по фамилии Коэн (Cohen). В 1990, перед женитьбой на еврейской актрисе Розанне Барр, он вспомнил про предков и принял иудаизм. К моменту свадьбы Розанна уже имела трёх детей и при росте 163 см весила более 160 килограмм. Их брак продлился четыре года. Розанна помогла Тому начать успешную карьеру в качестве комического актёра. После этого Арнольд был ещё дважды женат. 6 апреля 2013 года у Тома и его жены Эшли родился сын Джекс Коплэнд Арнольд. 18 декабря 2015 года у пары родилась дочь Куинн Софи Арнольд.

## Избранная фильмография
| Год  |   | Русское название                  | Оригинальное название              | Роль                                |
| ---- | - | --------------------------------- | ---------------------------------- | ----------------------------------- |
| 1991 | ф | Фредди мёртв. Последний кошмар    | Freddy’s Dead: The Final Nightmare | бездетный мужчина                   |
| 1992 | ф | Герой                             | Hero                               | Чик                                 |
| 1993 | ф | Из жизни тайных агентов           | Undercover Blues                   | Верн Ньюман                         |
| 1993 | ф | Мешки для трупов                  | Body Bags                          | патологоанатом в морге              |
| 1994 | ф | Правдивая ложь                    | True Lies                          | Альберт Гибсон                      |
| 1995 | ф | Девять месяцев                    | Nine Months                        | Марти Дуайер                        |
| 1996 | ф | Семейка придурков                 | The Stupids                        | Стэнли Ступид                       |
| 1997 | ф | Флот Макхейла                     | McHale’s Navy                      | лейтенант-коммандер Квинтон Макхейл |
| 2000 | ф | Зверофабрика                      | Animal Factory                     | Бак Роуэн                           |
| 2001 | ф | Сквозные ранения                  | Exit Wounds                        | Генри Уэйн                          |
| 2001 | с | За гранью возможного              | The Outer Limits                   | Джерри Миллер                       |
| 2001 | ф | Ллойд                             | Lloyd                              | Том Зибо                            |
| 2001 | ф | В огне                            | Ablaze                             | Уэнделл Мейс                        |
| 2002 | ф | Гензель и Гретель                 | Hansel and Gretel                  | бугимен                             |
| 2003 | ф | От колыбели до могилы             | Cradle 2 the Grave                 | Арчи                                |
| 2004 | ф | Улётный транспорт                 | Soul Plane                         | мистер Ханки                        |
| 2005 | ф | Правила секса 2: Хэппиэнд         | Happy Endings                      | Фрэнк                               |
| 2005 | ф | Малыш и я                         | The Kid & I                        | Билл Уильямс                        |
| 2007 | ф | Последний сезон                   | The Final Season                   | Барт Эйкерс                         |
| 2008 | ф | Ночные сады                       | Gardens of the Night               | Алекс                               |
| 2008 | ф | Спрячь это подальше               | The Year of Getting to Know Us     | Рон Рокет                           |
| 2009 | ф | Скептик                           | The Skeptic                        | Салли                               |
| 2009 | ф | Американское лето                 | The Pool Boys                      | в роли самого себя                  |
| 2012 | ф | Программа защиты свидетелей Мэдеи | Madea’s Witness Protection         | Уолтер                              |
| 2012 | ф | Хватай и беги                     | Hit and Run                        | Рэнди Андерсон                      |
| 2015 | ф | Любой день                        | Any Day                            | Роланд                              |
| 2017 | ф | Максимальный удар                 | Maximum Impact                     | агент Барнс                         |
| 2022 | ф | Доброго траура                    | Good Mourning                      | режиссёр                            |
| 2023 | с | Правдивая ложь                    | True Lies                          | Арни Шаблон:ВФильме2023             |